# Chrysophyllum
Chrysophyllum is een geslacht van ongeveer 70 tot 80 soorten van tropische bomen, die behoren tot de familie Sapotaceae. De bomen uit het geslacht zijn vaak snelle groeiers die binnen korte tijd tot 10 à 20 meter hoog kunnen worden. Ze komen overal voor in de tropen. De meeste soorten komen voor in het noorden van Zuid-Amerika. Eén soort, Chrysophyllum oliviforme heeft een verspreidingsgebied dat zich uitstrekt tot het zuiden van Florida.
Een aantal soorten hebben eetbare vruchten, waaronder de cainito (Chrysophyllum cainito)

## Selectie uit de soortenlijst
| - Chrysophyllum acreanum - Chrysophyllum africanum - Chrysophyllum albidum - Chrysophyllum antilogum - Chrysophyllum argenteum - Chrysophyllum auratum - Chrysophyllum balansae - Chrysophyllum balata - Chrysophyllum bangweolense - Chrysophyllum beguei - Chrysophyllum cainito - Chrysophyllum chartaceum - Chrysophyllum claessensii - Chrysophyllum cuneifolium - Chrysophyllum delevoyi - Chrysophyllum gonocarpum - Chrysophyllum gorungosanum - Chrysophyllum guyanense - Chrysophyllum klugii | - Chrysophyllum lacourtianum - Chrysophyllum lanceolatum - Chrysophyllum laurentii - Chrysophyllum longepedicellatum - Chrysophyllum lungi - Chrysophyllum marginatum - Chrysophyllum oliviforme - Chrysophyllum oppositum - Chrysophyllum perpulchrum - Chrysophyllum pomiferum - Chrysophyllum pruniferum - Chrysophyllum pruniforme - Chrysophyllum ramiflorum - Chrysophyllum rwandense - Chrysophyllum sanguinolentum - Chrysophyllum sarlinii - Chrysophyllum sericeum - Chrysophyllum viridifolium - Chrysophyllum welwitschii |